# أبوسوم ضئيل برازيلي
أبوسوم ضئيل برازيلي (الاسم العلمي: Marmosops paulensis) هو نوع، في جنس Marmosops ‏.